# Зейнон
Зейнон — індо-скіфський сатрап південного Кашу (Кашмір). Втратив свої володіння в результаті завоювання парфян.